# Dick Tol

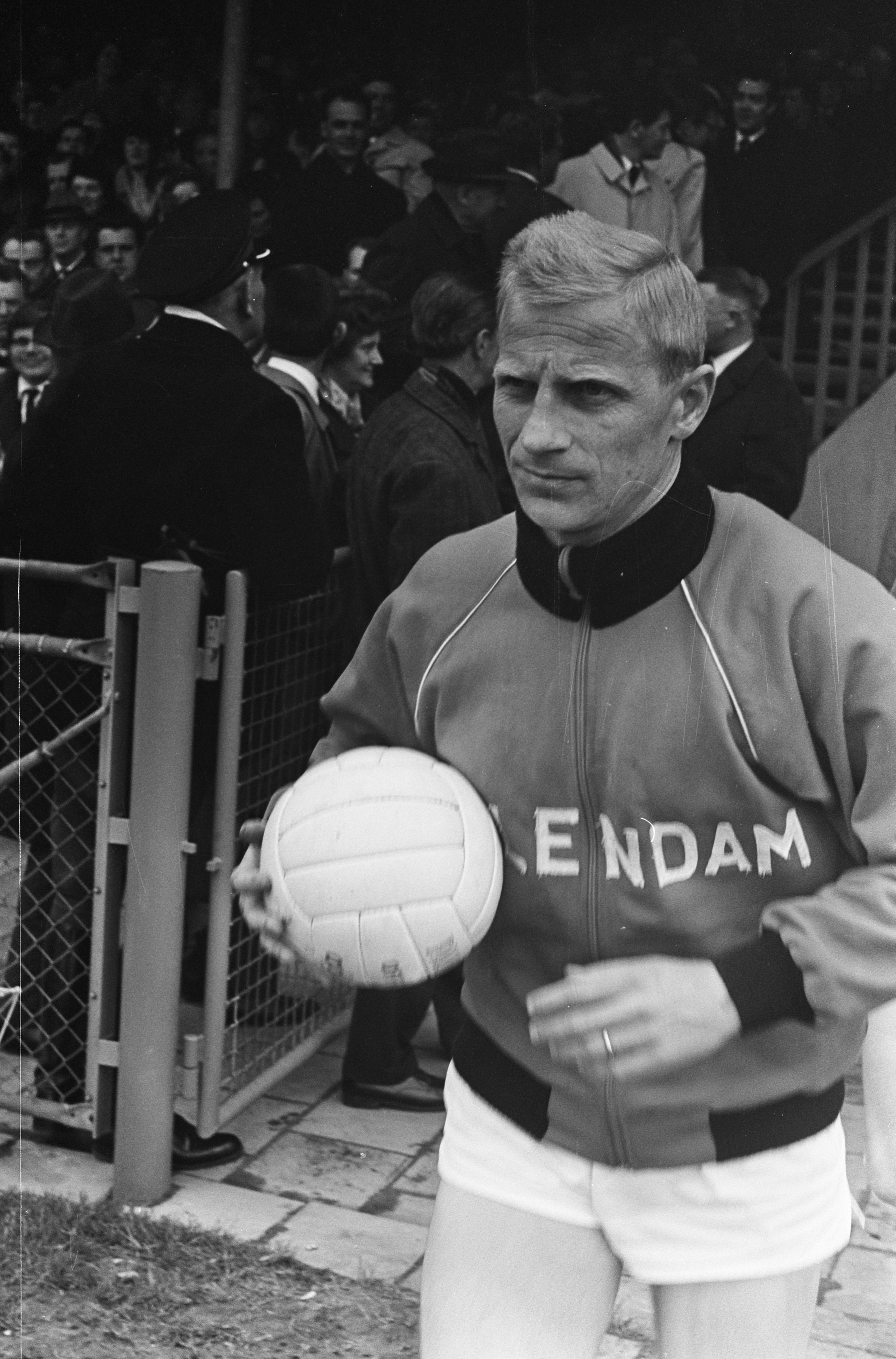
Dick Tol in 1967

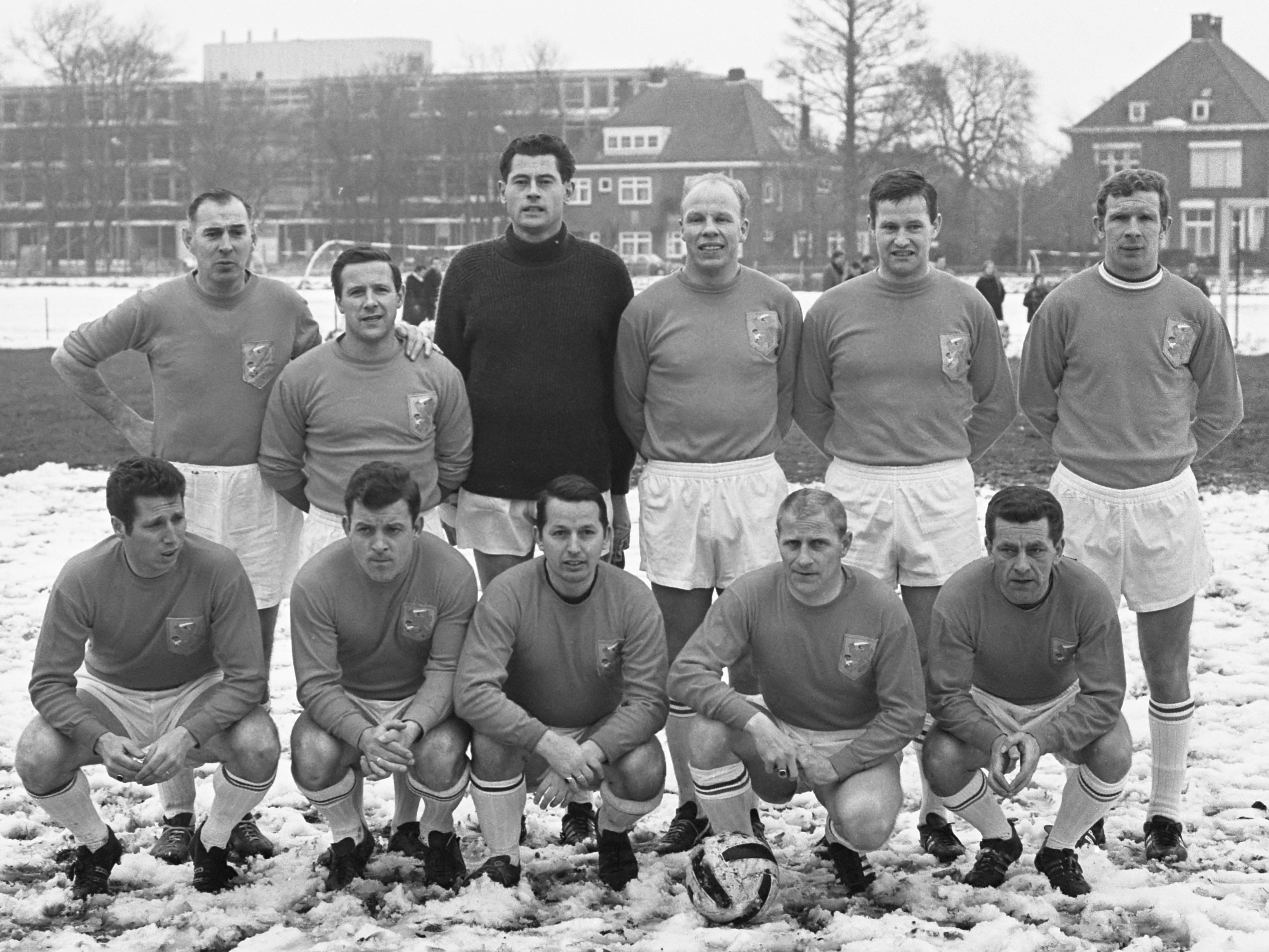
Oud-internationals (1969): Dick Tol, hurkend, tweede van rechts

Dick Tol (Volendam, 21 augustus 1934 – Amsterdam, 13 december 1973) was een Nederlands voetballer die zijn hele voetballeven voor Volendam speelde. Hij werd één keer topscorer van de Eredivisie en twee keer topscorer van de Eerste divisie. Hij had als bijnamen de Knoest en Witte.
Tol was de zoon van een welgestelde visverkoper. Na de Tweede Wereldoorlog meldde hij zich aan bij Volendam. Hij was geen technische speler, maar moest het vooral hebben van explosiviteit, fysieke kracht en zijn fanatisme. Hoewel Tol als jeugdspeler al makkelijk scoorde, maakte hij pas op zijn 21e zijn debuut in het eerste van Volendam. In zijn eerste seizoen in de Eerste Klasse scoorde hij dertig doelpunten. Een seizoen later in de nieuw opgezette Eerste divisie trof hij zelfs 36 maal het doel, waarmee hij topscorer werd.
In het seizoen 1958/59 promoveerde Volendam naar de eredivisie, om een jaar later weer te degraderen. Een tweede promotie volgde een jaar later. Tol werd in seizoen 1961/62 topscorer van de Eredivisie met 27 doelpunten, hoewel hij dat seizoen negen wedstrijden moest missen wegens een blessure. Zijn ploeg eindigde dat jaar als zevende. Het goede presteren van de aanvaller leidde tot zijn eerste uitnodiging voor het Nederlands elftal, dat op 26 september 1962 uitkwam tegen Denemarken. Drie dagen voor dit duel scheurde Tol in een duel met Guus Haak van ADO echter een rechterenkelband, waardoor hij noodgedwongen moest afzeggen. Het bleef voor de speler bij deze ene uitnodiging. Wel kwam hij verschillende keren uit voor Nederlands B-elftal en speelde hij na zijn carrière voor het team van oud-internationals.
Na drie jaar Eredivisie degradeerden Tol en Volendam in 1964 weer naar de Eerste divisie. In seizoen 1966/67 werd Tol met 32 doelpunten voor de tweede keer topscorer van de Eerste divisie. Volendam werd kampioen en promoveerde, maar Tol besloot zijn actieve loopbaan te beëindigen. Hij maakte in totaal 276 competitiegoals, waarmee hij clubtopscorer is van Volendam. In de Eredivisie scoorde hij 76 doelpunten in 101 wedstrijden.
Tol werd trainer bij de amateurs van OSV uit Oostzaan. Later was hij coördinator van de coaches van Volendam en jeugdtrainer. In 1973 werd darmkanker bij hem geconstateerd. Hij overleed op 39-jarige leeftijd in het Onze Lieve Vrouwe Gasthuis in Amsterdam, aan complicaties kort na een operatie aan de dikke darm.
In december 2023 werd voor de ingang van het Kras Stadion een levensgroot beeld van Dick Tol onthuld. De speler werd vereeuwigd door kunstenares Jans van Baarsen.